# 高橋大輔と高垣彩陽の夜ナ夜ナハッスル
『高橋大輔と高垣彩陽の夜ナ夜ナハッスル』（たかはしだいすけとたかがきあやひのよなよなハッスル）は、高橋大輔・高垣彩陽がパーソナリティを務めるラジオ関西のアニたまどっとコム枠内で放送されていたラジオ番組。2008年10月3日から2009年9月25日まで放送された。

## 概要
21世紀の新たなスポーツエンターテイメントであり、格闘アニメの実写版とも言われるハッスルの魅力を伝える番組としてスタートした。アニたまどっとコム枠内で放送されているため、ハッスルの話題だけでなく、アニメ（主に、高垣が出演した『機動戦士ガンダム00』など）や、高垣が参加するユニット『sphere』のことが言及されることがある。ラジオでメールやはがきを読まれると特製の番組オリジナルステッカーがもらえる。

## パーソナリティ
- 高橋大輔（ハッスル実況アナウンサー）
- 高垣彩陽（声優）
- 楢原ゆりか（現：久保ユリカ）（ハッスルPRレディー、インフォメーションコーナー～エンディングトークに出演）[1][2]

## エピソード
- レイザーラモンRGが1回目のゲスト出演したとき、高垣にセクハラ行為をしたことがある。以降、高垣とは因縁の関係にあるとされている。
- 豊崎愛生が2回目のゲスト出演した時には、高橋が番組前半には出演せず、番組タイトルが『高垣彩陽と豊崎愛生の夜ナ夜ナハッスル』になったことがある。これは、その前の放送で、コメント出演した高田総統から「来週出演しなくていい」と言われたためである。しかし実際には、高橋は番組途中から出演を果たしている。
- 第44回放送は、ハッスルの支配者である高田総統の「ハッスルエイド2009」での殉職に伴って、高田総統の追悼特番が放送された。また、この放送回より、番組のタイトルコール前に毎回流されていた、高田総統によるリスナーに向けたコメントが流されなくなった。
- 第47回放送は、高橋と高垣がお互いのことをどれくらい理解しているかを確かめるため、相手のことについてのクイズ大会が行われた。結果は高橋は4問中1問正解で高垣は4問中3問正解であった。
- 第48回放送は、『夏の怪談SP』が行われ、レギュラーコーナーは休止してリスナーやスタッフから募集した怖い話を紹介した。その際、番組途中でレイザーラモンRGがサプライズでゲスト出演し、翌週に高橋大輔と番組のメインパーソナリティーを賭けて勝負をすることになった。
- 第49回放送は、第48回放送の予告通りに番組のメインパーソナリティーを賭けて3回戦方式で勝負が行われた。最終的には3対0でレイザーラモンRGの勝利となり、エンディングから番組タイトルが『RGと高垣彩陽の夜ナ夜ナハッスル』となった。なお、この対戦の中でスフィアの「Super Noisy Nova」が使用されるなど、インターネット配信できない内容が含まれていたため、インターネット配信版では、第2回戦、第3回戦に関してはインターネット配信されず、代わりに高垣彩陽による結果紹介のコメントが配信された。
- 第50回放送は、番組冒頭で番組タイトルが第49回放送と同様、『RGと高垣彩陽の夜ナ夜ナハッスル』となり、高橋大輔の代わりにレイザーラモンRGがパーソナリティーとなった。しかし、番組途中で今月いっぱいでの番組の終了が通告され、高橋大輔がパーソナリティーに復活、番組終了までレギュラーメンバーで放送していくことが発表された。
- 第51回放送は、番組継続の再検討をかけて、パーソナリティー3人や番組に関する問題を出題する、『夜ナハス検定』が行われた。高橋、高垣、楢原、それぞれに3問ずつ計9問が出題され、全問正解で番組継続の再検討が行われることとなっていた。結果は8問連続正解していたが、最終問題で高橋が不正解したため、番組終了が確定した。
- 第52回放送（最終回）は、初めて番組冒頭から楢原ゆりかも登場し、手作りのサイコロに書いてあるテーマに沿ったトークをしていく方式で、1年間の番組放送を振り返った。

## 主要コーナー
モンスターをやっつけろ!!（2009年5月～）
番組を破壊しにやってくる、高田モンスター軍の凶悪モンスターを、あなたが思う“ハッスルできる呪文”で、倒すコーナー。
ハッスルのリングに実際に上げてみたい有名人（2008年10月～）
様々な芸能人が出場することで知られるハッスル。リスナーが考える、リングに上がれば絶対に面白くなるという人を募集し、紹介するコーナー。
高垣彩陽のハッスル検定（2008年12月～）
番組内で『アニメとハッスルの架け橋』になることを目指している高垣に、ハッスルに関する問題を出題し、ハッスルへの知識を深めるコーナー。
ハッスルできる曲（2008年10月～）
リスナーがハッスルできるリクエスト曲を募集するコーナー。
『3・2・1 ハッスル!ハッスル!』に変わる掛け声

## 終了したコーナー
高田総統のビターンコーナー（2008年10月～2009年5月）
　リスナーから、世の中にあるおかしな出来事や納得いかない事を募集し、ハッスルの支配者である高田総統の必殺技「ビターン」で、世直しするというコーナー。
レジ打ちのみゆきちゃん目撃談!!（2008年10月～2008年12月）
　レイザーラモンRGの浮気相手である、レジ打ちのみゆきちゃんの目撃談を募集するコーナー。

## ゲスト
- 第11回（2008年12月12日）：“モンスターK”川田利明
- 第12回（2008年12月19日）：TAJIRI
- 第13回（2008年12月26日）、第48回（2009年8月28日）、第49回（2009年9月4日）、第50回（2009年9月11日） ： レイザーラモンRG
- 第26回（2009年3月27日）、第27回（2009年4月3日）：豊崎愛生（声優）[5]
- 第29回（2009年4月17日） ：ナットーマン
- 第30回（2009年4月24日） ：＼(^o^)／チエ
- 第42回（2009年7月17日） ：KG